# Antheny
Antheny település Franciaországban, Ardennes megyében. Lakosainak száma 100 fő (2022. január 1.). Antheny Auge, Auvillers-les-Forges, Bossus-lès-Rumigny, Champlin, Neuville-lez-Beaulieu, Rumigny és Tarzy községekkel határos.

## Népesség
A település népességének változása:
| Lakosok száma | 160  | 107  | 101  | 105  | 109  | 105  | 99   | 101  | 100  | 100  |
|               | 1968 | 1982 | 1990 | 2006 | 2013 | 2015 | 2017 | 2019 | 2020 | 2022 |